# 孟德尔环形山
孟德尔环形山（Mendel）是位于月球背面南半部一座古老的大撞击坑，约形成于39.2-38.5亿年前的酒海纪，其名称取自奥地利生物学家暨遗传学家格雷戈尔·约翰·孟德尔（Clarence Augustus Chant，1822年-1884年），1970年被国际天文学联合会批准接受。

## 描述

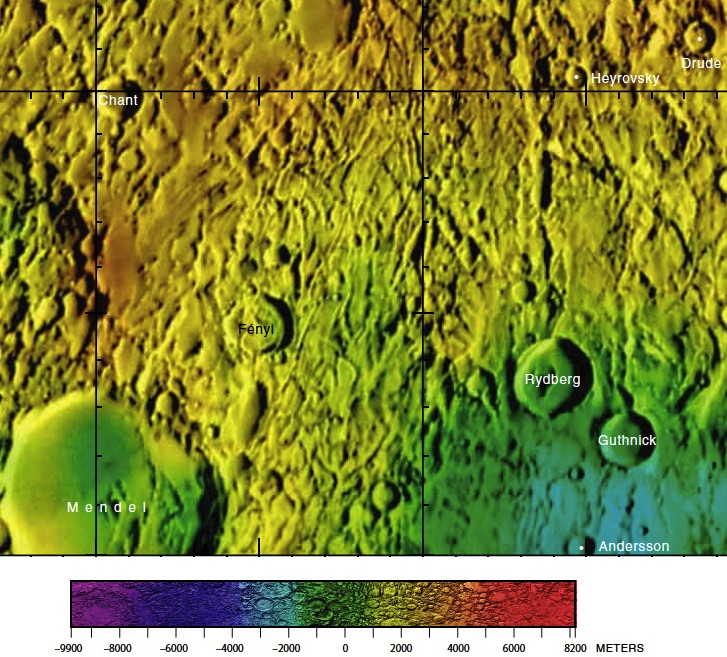
孟德尔环形山周边，月球背面区域详图。

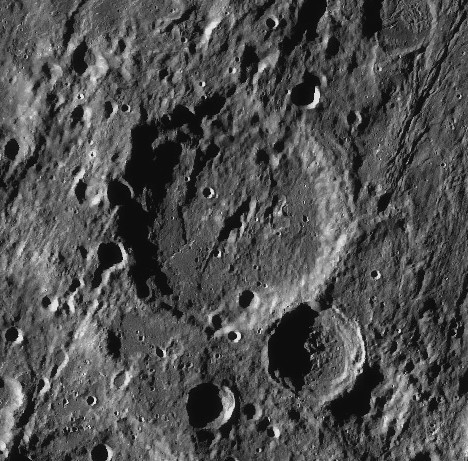
月球勘测轨道飞行器拍摄的图像

该陨坑西北偏西靠近环壁平原布莱克特环形山、北面临近钱特陨石坑，芬伊陨石坑位于它的东北、而东南和南面分别坐落了查德威克陨石坑和更大的李普曼环形山。孟德尔环形山的东北面绵延着巍峨的比利牛斯山脉。该陨坑中心月面坐标为48°50′S 109°52′W / 48.83°S 109.86°W，直径139.65公里，深度约2.95公里。
孟德尔环形山坐落在环东方海的巨大喷出物覆盖层南部边缘，是一座已磨损和侵蚀的撞击坑，环边缘覆盖了数座小陨坑。年轻的卫星坑
孟德尔 J连接了它的东南坑沿、较小的孟德尔 B则横跨在东北壁上，沿西侧壁也切入了二座小撞击坑。孟德尔环形山的部分内侧壁显示有已磨损、钝化的阶地结构，它的坑壁最大高出周边地形1690米，内部容积约21460立方千米。坑内地表有些崎岖不平，分布有一道由斜长岩（A）和含80-85%斜长石的辉长-苏长-橄长斜长岩（GNTA2）构成的呈西南-东北走向的山脊。一串无名链坑从孟德尔环形山西南一直伸向了李普曼环形山的西北壁，距孟德尔环形山西北不远处还坐落了一座无名的大陨坑残迹。
孟德尔环形山坐落在形成于酒海纪期，直径630公里的孟德尔-里德伯盆地西侧边沿，该盆地就是以它及它东面一座更小的撞击坑所命名。

## 卫星陨石坑
按惯例，最靠近孟德尔环形山的卫星坑在月图上以字母标注在该坑中心点的旁边。

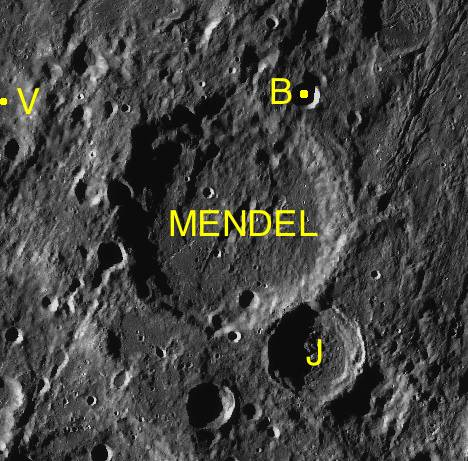
月球勘测轨道飞行器拍摄

| 孟德尔 | 纬度    | 经度     | 直径    |
| ------ | ------- | -------- | ------- |
| B      | 46.5° S | 107.7° W | 18 公里 |
| J      | 51.6° S | 107.4° W | 58 公里 |
| V      | 46.7° S | 116.7° W | 66 公里 |

- 卫星坑孟德尔 J约形成于早雨海世[1]；
- 卫星坑孟德尔 V约形成于酒海纪[1]。

## 另请参阅
- Andersson, L. E.; Whitaker, E. A. . NASA RP-1097. 1982.
- Blue, Jennifer. . USGS. July 25, 2007  [2007-08-05]. （原始内容存档于2013-02-13）.
- Bussey, B.; Spudis, P. . New York: Cambridge University Press. 2004. ISBN 978-0-521-81528-4.
- Cocks, Elijah E.; Cocks, Josiah C. . Tudor Publishers. 1995. ISBN 978-0-936389-27-1.
- McDowell, Jonathan. . Jonathan's Space Report. July 15, 2007  [2007-10-24]. （原始内容存档于2018-12-25）.
- Menzel, D. H.; Minnaert, M.; Levin, B.; Dollfus, A.; Bell, B. . Space Science Reviews. 1971, 12 (2): 136–186. Bibcode:1971SSRv...12..136M. doi:10.1007/BF00171763.
- Moore, Patrick. . Sterling Publishing Co. 2001. ISBN 978-0-304-35469-6.
- Price, Fred W. . Cambridge University Press. 1988. ISBN 978-0-521-33500-3.
- Rükl, Antonín. . Kalmbach Books. 1990. ISBN 978-0-913135-17-4.
- Webb, Rev. T. W.  6th revised. Dover. 1962. ISBN 978-0-486-20917-3.
- Whitaker, Ewen A. . Cambridge University Press. 1999. ISBN 978-0-521-62248-6.
- Wlasuk, Peter T. . Springer. 2000. ISBN 978-1-85233-193-1.